# Сокольники (Сафакулевський округ)
Соко́льники (рос. Сокольники) — присілок у складі Сафакулевського округу Курганської області, Росія.
Населення — 68 осіб (2010, 93 у 2002).
Національний склад станом на 2002 рік:
- башкири — 94 %